# 浙江树人学院
浙江树人学院，挂名浙江树人大学，是由浙江省政协创办的一所全日制本科民办普通高等学校。

## 概况
浙江树人学院（学院建制，挂名大学）由浙江省政协创办于1984年，是全国最早获教育部批准成立并开展全日制普通高等教育的民办本科高校。经过近30年的发展，学校已建成为一所占地面积近500亩，建筑面积32万平方米，藏书量200余万册，在校生16000余名，涵盖经济、管理、文学、工学、法学、艺术等学科的普通高校。
学校建有管理学院等10个二级学院，设有土木工程等37个本科专业，中国民办高等教育研究院、中国服务经济研究中心、陶瓷研究所、超微量研究中心等26个研究机构。